# 富士見町 (調布市)
富士見町（ふじみちょう）は、東京都調布市の町名。現行行政地名は富士見町一丁目から富士見町四丁目。郵便番号は182-0033。

## 地理
調布市北部に位置する。東は東京都道12号調布田無線の本線（武蔵境通り）、南は国道20号（甲州街道）が隣の町との境界線となっている。また、調布田無線の本線は北東部の境界でバイパスが合流している。さらに、北東から北西を中央自動車道が貫き、西側を東京都道123号境調布線（天文台通り）が通っている。

## 歴史
- 1947年4月 - 調布市立調布中学校開校[5]。
- 1959年2月1日 - 調布市立石原小学校開校[6]。
- 1964年 - 保恵学園幼稚園開園[7]。
- 1974年6月1日 - 調布市立富士見保育園開園[8]。
- 1980年8月10日 - 調布飛行場を離陸した共立航空撮影所属のエアロコマンダー 685が調布市立調布中学校の校庭に墜落し、搭乗していた機長と撮影係が死亡[9]。
- 2015年
  - 4月1日 - こんぺいとう保育園開園[10]。
  - 7月26日 - 町の西方にある調布飛行場から伊豆大島の大島空港に向けて離陸した小型飛行機が町内に墜落し、3人死亡、5人負傷、事故機と住宅10棟（約230平方メートル）炎上の被害[11]。詳しくは「調布市PA-46墜落事故」を参照。

## 世帯数と人口
2017年（平成29年）12月1日現在の世帯数と人口は以下の通りである。
| 丁目           | 世帯数    | 人口    |
| -------------- | --------- | ------- |
| 富士見町一丁目 | 692世帯   | 1,342人 |
| 富士見町二丁目 | 1,371世帯 | 2,641人 |
| 富士見町三丁目 | 1,435世帯 | 2,969人 |
| 富士見町四丁目 | 1,015世帯 | 2,099人 |
| 計             | 4,513世帯 | 9,051人 |

## 小・中学校の学区
市立小・中学校に通う場合、学区は以下の通りとなる。
| 丁目           | 番地                  | 小学校             | 中学校             | 特別支援学級       |
| -------------- | --------------------- | ------------------ | ------------------ | ------------------ |
| 富士見町一丁目 | 全域                  | 調布市立石原小学校 | 調布市立調布中学校 | 調布市立第一小学校 |
| 富士見町二丁目 | １～10番地 13～23番地 | 調布市立石原小学校 | 調布市立調布中学校 | 調布市立第一小学校 |
| 富士見町二丁目 | その他                | 調布市立第一小学校 | 調布市立調布中学校 | 調布市立第一小学校 |
| 富士見町三丁目 | 全域                  | 調布市立石原小学校 | 調布市立調布中学校 | 調布市立第一小学校 |
| 富士見町四丁目 | 全域                  | 調布市立石原小学校 | 調布市立調布中学校 | 調布市立第一小学校 |

## 施設
学校・保育園
- 電気通信大学西地区
- 明治大学付属明治高等学校・中学校
- 調布市立調布中学校
- 調布市立石原小学校
- 調布市立富士見保育園
- 保恵学園幼稚園
- こんぺいとう保育園

公園
- 石原小前公園(鬼太郎公園)

高速道路
- 調布インターチェンジ

寺院
- 覚証寺 (調布市)

## 交通

### 鉄道
| 隣接する街区の駅                         |
| ---------------------------------------- |
| 京王線 - 調布駅(KO 18) - 西調布駅(KO 19) |

### 道路
- 中央自動車道（町内に調布インターチェンジあり）
- 国道20号（甲州街道）
- 東京都道12号調布田無線本線（武蔵境通り）・バイパス
- 東京都道123号境調布線（天文台通り）